# Al-Kazimiyyah-moskén

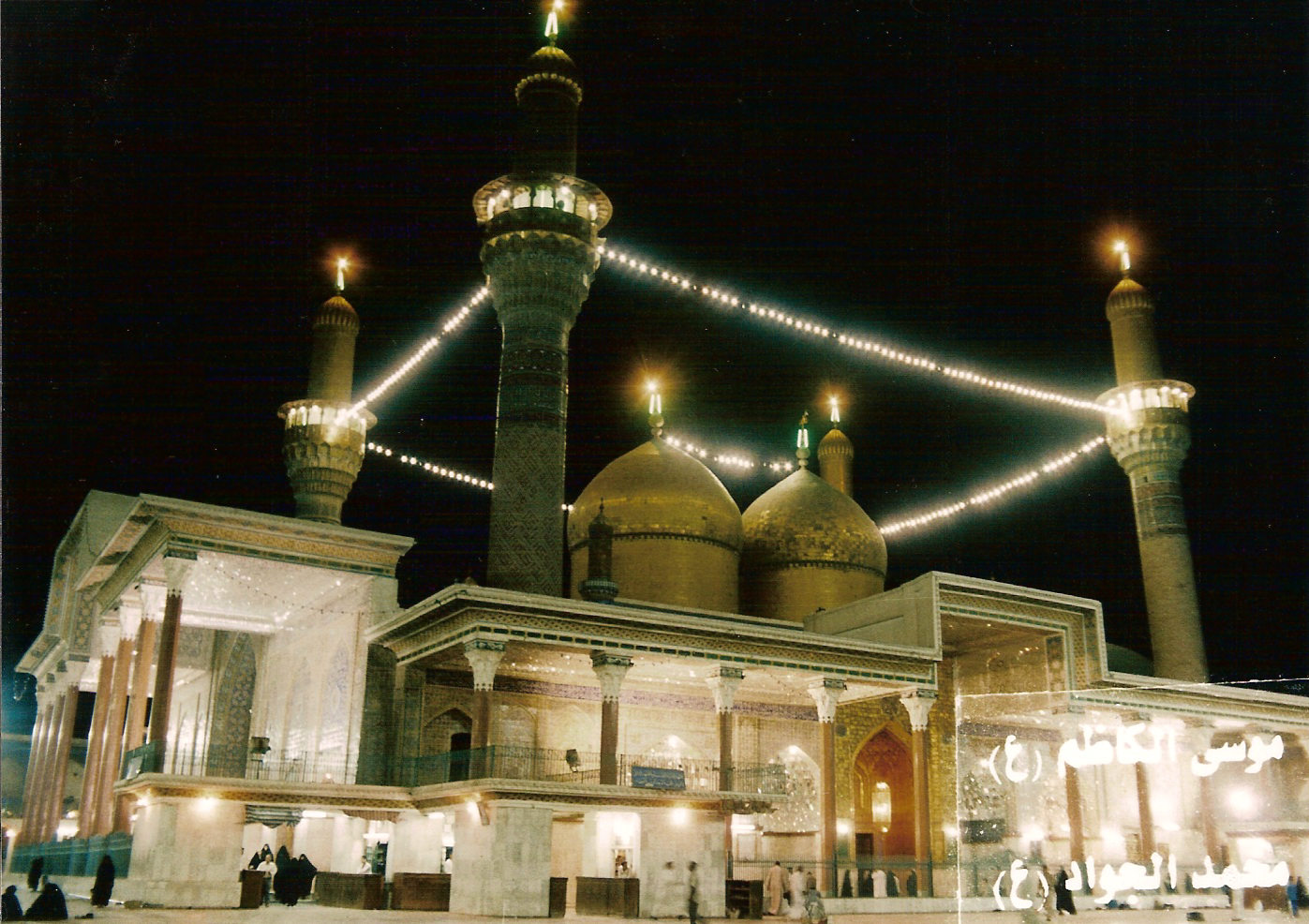
al-Kāżimiyyah-moskén.

al-Kāżimiyyah-moskén är en helgedom i al-Kāżimiyyah (även al-Kazimain eller al-Kādhimiya), som är en förort i norra Bagdad i Irak. Här vilar tolvgrenens sjunde shiaimam Musa al-Kazim, och den nionde imamen Muhammad at-Taqi. Det är en av de viktigaste helgedomarna som shiamuslimer besöker.

## Galleri

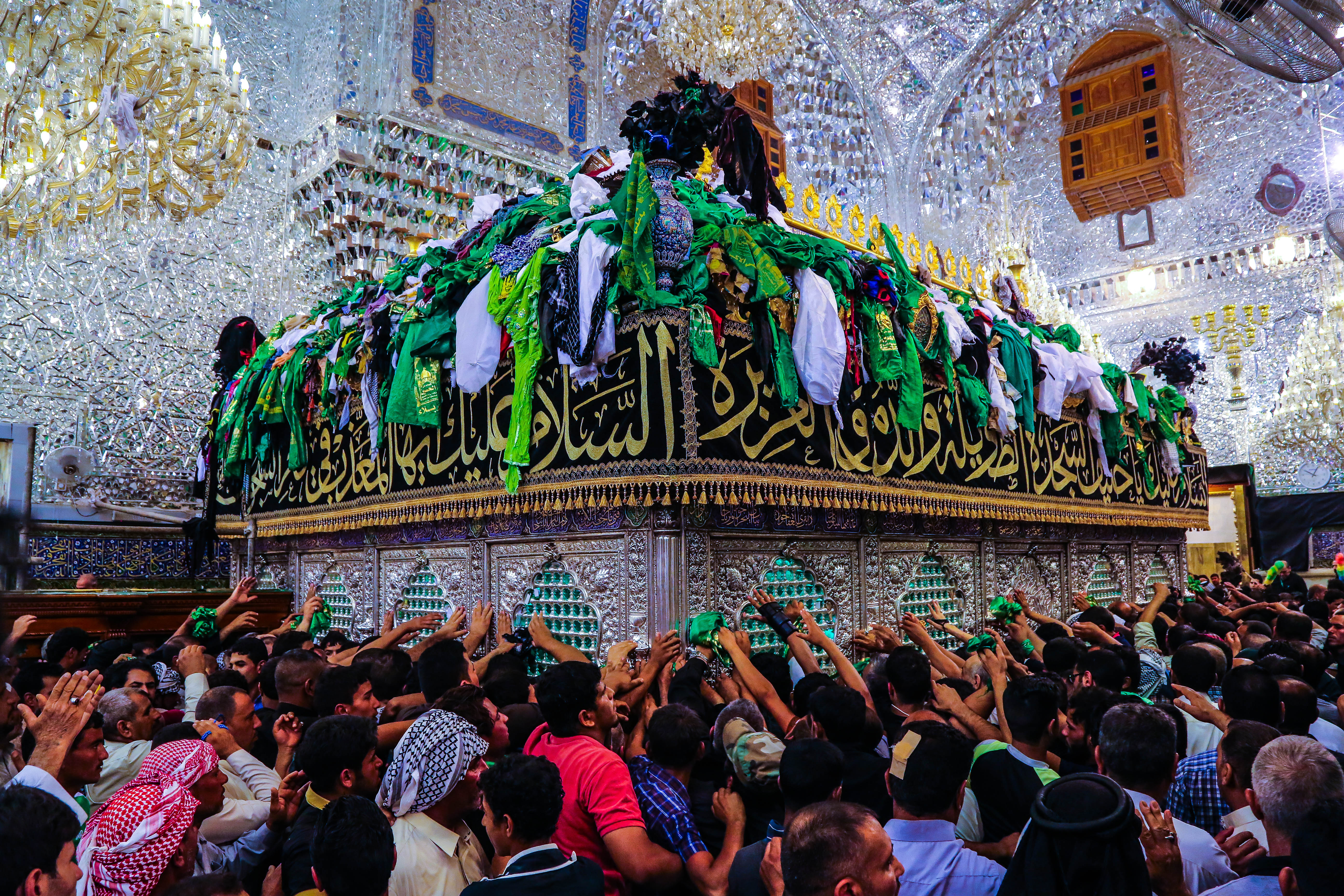
Gravmonumentet med besökare kring det.
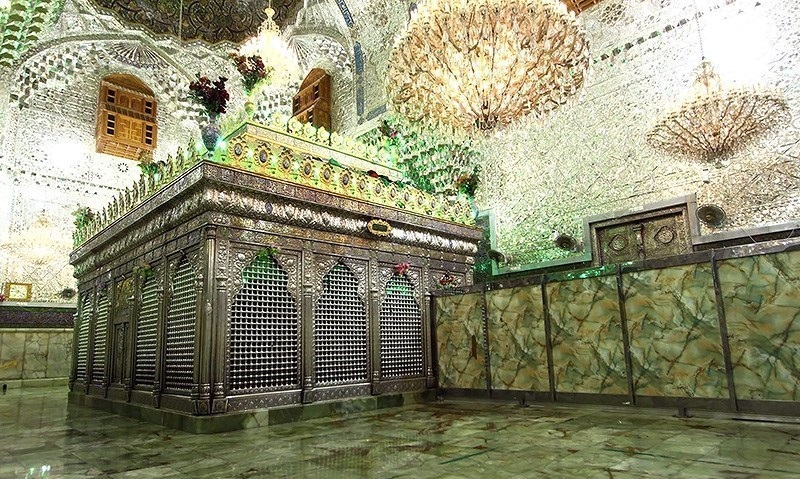
Gravmonumentet utan besökare.
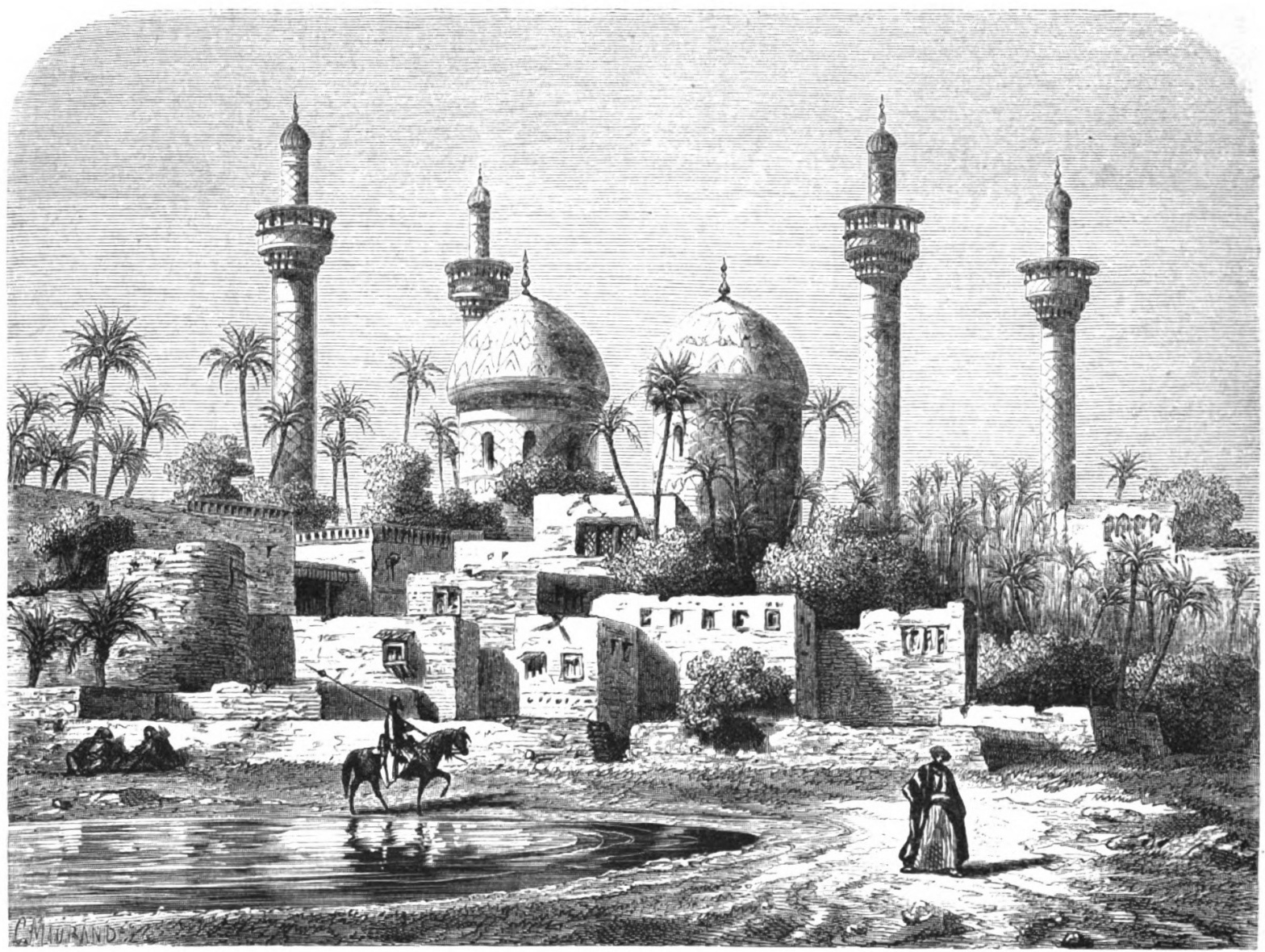
Målning från 1861.
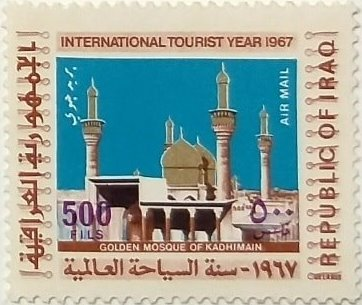
Irakiskt frimärke från 1967.
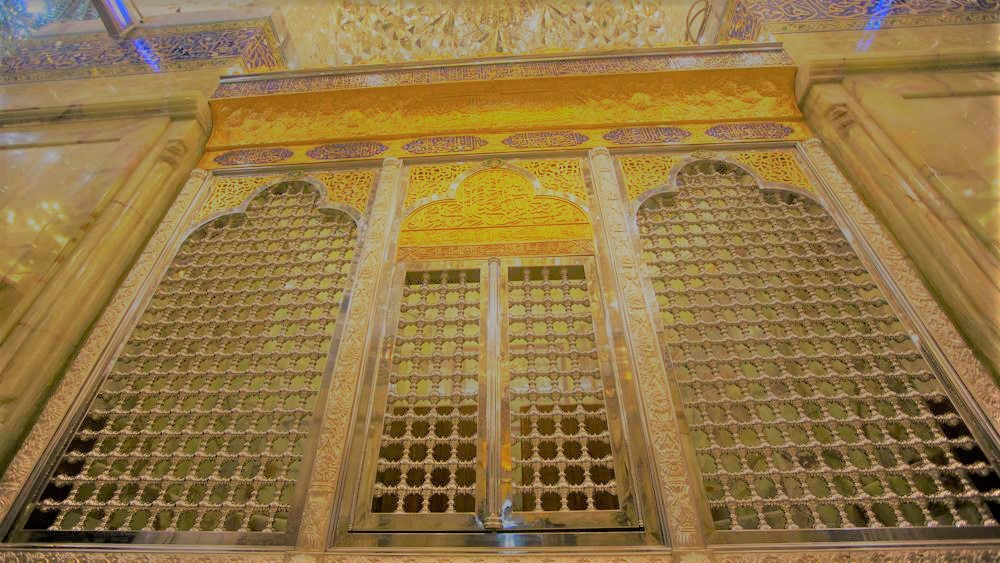
Sheikh Mufids gravmonument i helgedomen.
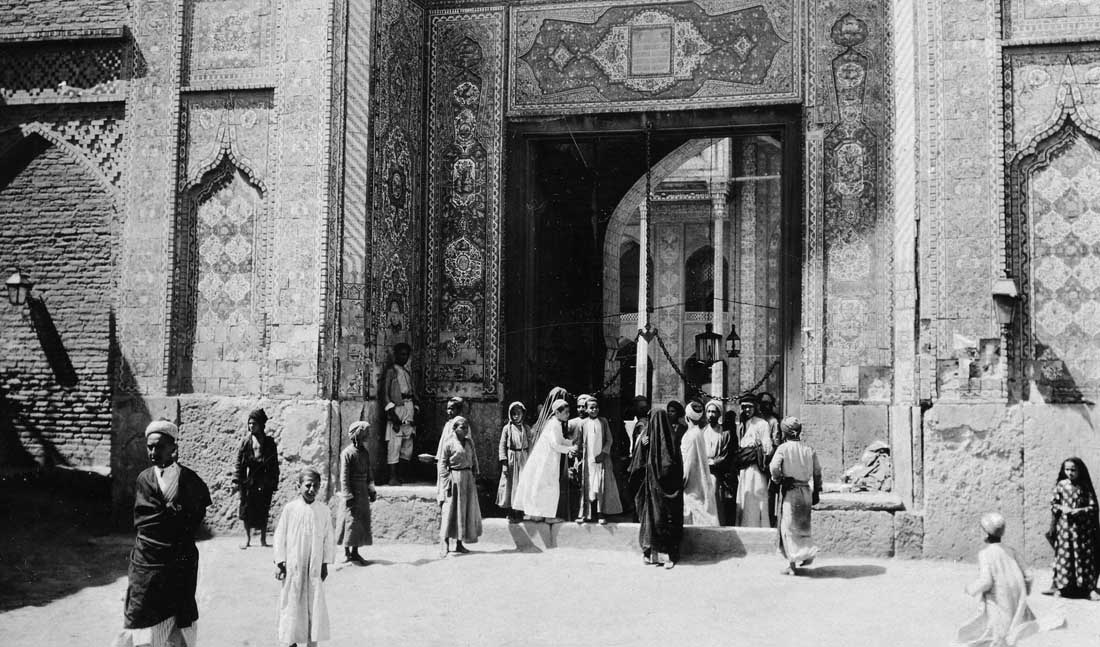
Moskéns ingång fotograferad av Sven Hedin, 1916.